# Prairie County (Montana)
Prairie County is een county in de Amerikaanse staat Montana.
De county heeft een landoppervlakte van 4.498 km² en telt 1.199 inwoners (volkstelling 2000). De hoofdplaats is Terry.